# Oligomeganefronija
Oligomeganefronija ili oligomeganefronska bubrežna hipoplazija je kongenitalna bubrežna bolest i razvojna anomalija bubrega koja se karakteriše nedovoljnim razvojem bubrežnog parenhima, ili smanjenjem mase bubrežnog parenhima na račun bubrežnih funkcionalnih jedinica (nefrona). Za razliku od renalne hipoplazije kod koje je masa bubrega smanjena, ali je broj nefrona normalan, oligomeganefronija se može javiti sporadično, ili u sklopu nekih sindroma i oboljenja.
Za dijagnozu i razlikovanje ove anomali od ostalih hipoplastičnih i displastičnih razvojinih promena neophodno je izvođenje biopsije bubrega.
Patoanatomski gledano smanjen broj nefrona sa posledičnim funkcionalnim nedostatkom rezultuje kompenzatornom hipertrofijom određenog broja nefrona. Hemodinamske promene nastale unutar uvećanih
glomerula doprinose razvoju hijalinizacije i skleroze. Postupno smanjenje glomerularne filtracije i nastale strukturne promjene dovode do prekida funkcije bubrega oko 10. godine života.
Inhibitori angiotenzin-pretvarajućeg-enzima mogu usporiti progresiju bolesti. Kada bolest uđe u stadijuma terminalne bubrežne insuficijencije, terapija uključuje program dijalize i transplantacije.

## Epidemiologija
Zbog sličnosti sa ostalim razvojnim anomalijama, tačna incidencija oligomeganephronije na globalnom nivou je teško utvrditi.
Statistički podaci pokazuju da je oligomeganefronija odgovorna za 10% svih slučajeva hronične bubrežne insuficijencije kod dece, ali se tačan broj dece koji se rađa sa ovim stanjem na godišnjem nivou ne zna.
Rasne i polne razlike
Oligomeganefronijom su više pogođeni pripadnici bele populacije i deca muškog pola, sa muško ženskim odnosom 3:1.

## Etiopatogeneza
Oligomeganefronija je razvojna anomalija bubrega i najteži oblik bubrežne hipoplazije, koji se karakteriše smanjenje 80% broja nefrona i izraženom hipertrofijom glomerula i tubula. Etiologija oligomeganefronije nije u potpunosti shvaćena, ali se pretpostavlja da je prouzrokovana preuranjenim prekidom nefrogeneze. Ovo može biti povezano s istim faktorima kao i bubrežna hipoplazija, ali sa ozbiljnijim smanjenjem brojeva nefrona. Ovi faktori uključuju:
- intrauterinalno ograničenje rasta,
- bolesti majki (dijabetes, hipertenziju),
- unos lekova od strane majke (inhibitori renin-angiotenzinskog sistema ili nesteroidni antiinflamatorni lekovi (NSAID))
- intoksikacija (pušenje i alkohol).
- prevremenio porođaj (pre 36. nedelje) je takođe faktor rizika zbog nepotpune nefrogeneze.

Kongenitalni oblik
Iako mehanizam nastanka ovog oblika bolesti nije u potpunosti razjašnjen, poznato je da je oligomeganefronija genetski heterogena bolest. Oligomeganefronija nastaja zbog anomalija tokom embrionalnog perioda razvoja, izmedju 14 — 20. nedelje trudnoće. Predstavlja veoma ozbiljnu kongenitalnu malformaciju sa hroničnom bubrežnom insuficijencijom kao najozbiljnijom komplikacijom.
Otkrivena je uloga PAX 2 gena u procesu nastanka bolesti. Tokom razvoja funkcionalnog odvodnog sistema bubrega u petoj nedelji organogeneze, potrebno je međudelovanje dva razvojna osnova, mokraćovodnog pupoljka i metanefrogenog mezoderma. Mokraćovodni pupoljak, izrastao iz donjeg dela kanala mezonefrosa, stvara osnovu za razvoj mokraćovoda, nakapnice, bubrežnih čašica i sabirnih cevi. Stimulisan neurotrofnim faktorom glije (GDNF) i faktorom rasta hepatocita (HGF) porkllom iz mezoderma, mokraćovodni pupoljak se širi u strukturu iz koje će nastati bubrežna nakapnica. Daljim rastom i pupljenjem nakapnice nastaju velike i male primitivne bubrežne čašice čijim će se daljim deljenjem razviti krajnje sabirne cevčice. Sistem kanalića nastao iz mokraćovodnog pupoljka spaja se potom sa nefronima nastalim zgušnjavanjem metanefrogenog tkiva.
Smatra se da su mutacije PAX 2 gena odgovorne za gubitak međutkivne signalizacije između pupoljka i mezoderma, i posledični nedostatak razvoja nefrona.
S obzirom na prisutnost PAX 2 gena u bubregu i neuralnoj cijevi, mutacije PAX 2 gena se najčešće manifestuje bubrežno-kolobomskim sindromom, koji se karakteriše obostranom bubrežnom hipoplazijom, kolobomom optičkog živca i postojanjem vezikoureteralnog refluksa. Kako mutacije PAX 2 gena nisu otkrivene kod svih bolesnika, to upućuje na genetsku heterogenost ovog sindroma.
Stečeni oblik
Bolest može biti stečena, a opisana je njena pojava kod dece čije su majke za vreme trudnoće bile lečene ciklosporinom. Ekssperimenti na miševima otkrili su nastanak bolesti i nakon primene gentamicina, adriamicina i puromicina. Placentarna insuficijencija, intrauterina pothranjenost, manjak proteina i vitamina A, kao i hiperglikemija takođe smanjuju razvoj nefrona.
Multiorganski sindrom
Oligomeganefronija se može javiti i kao deo multiorganskog sindroma kao što je sindrom bubrežnog koloboma, koji je uzrokovan mutacijama u PAX2 genu (10q24.31), ili može biti uzrokovan hromozomskim poremećajima uključujući 22q11 sindrom za brisanje ili Volf—Hirschhorn sindrom. U tom smislu osim prisutnosti u sistemu kanalića izraslih iz mokraćnog pupoljka i distalnim kanalićima, PAX 2 gen se eksprimira za vreme razvoja oka i prisutan je u očnoj dršci, očnom mehuriću i očnoj čašici.

## Klinička slika
Oligomeganefronija se obično otkriva na rutinskom ultrazvučnom pregledu sa malim, ali normalnim oblikom bubrega. U nekim retkim slučajevima prijavljena je oligomeganefronija odraslih. Kliničkom slikom dominiraju:
- Porođajna težina je često ispod prosečne vrednosti.
- Pacijenti se mogu rodoti sa poliurijom / polidipsijom ili znacima bubrežne disfunkcije kao što je anemija.
- Tokom prve godine života, uobičajeni simptom je uporna anoreksija sa povraćanjem, groznicom i kašnjenjem porasta visine.
- Bubrežna insuficijencija se obično javlja tokom detinjstva ili adolescencije.

## Dijagnoza
Dijagnoza oligomeganefronije se ne može postaviti samo na osnovu kliničke slike i objektivnog preglede, već na osnovu laboratorijskog ispitivanje krvi, slikovnih metoda i bipsije bubrega.
Laboratorijski testovi
Ova vrsta ispitivanja obuhvata odrđivanje nivoa uree, kreatinina, nivoa elektrolita, hematokrita, hemoglobina u krvi.
Slikovne metode
Utrazvuk trbuha obično pokazuje smanjenu veličinu bubrega.
Biopsija bubrega
Zlatni standard u postavljanju dijagnoze je biopsija bubrega — uzimanje isečka bubrežnog tkiva sa histopatološkim nalazom koji pokazuje karakteristične promene.

## Diferencijalna dijagnoza
Diferencijalna dijagnoza obuhvata:
- bubrežnu displaziju,
- nefronoftisu,
- medularnu cističnu bubrežnu bolest,
- renalni infarkt ili ishemijsku bubrežnu bolest, i
- difuznu bubrežnu parenhimalnu bolest.

## Terapija
Terapija oligomeganefronije podrazumeva isti način lečenja kao onaj koji se primenjuje kod hronične bubrežne insuficijencije.
Kako kod većine ovih pacijenata, dolazi do progresivnog slabljenja bubrežnih funkcija, mora se načiniti pristup za hemodijalizu.
Postoje navodi da ordiniranje ACE inhibitora može da uspori propadanje bubrega, ali ovo nije većim brojem naučnih studija definitivno dokazano.
Terapija se stalno prati uz stalno kontrolisanje laboratorijskih parametri funkcije bubrega, nivoa hemoglobina i praćenja rasta i razvoja deteta.
Kod anemija, neophodna je primena eritropoetina, čiji je nivo kod ovog stanja često smanjen.
Imajući u vidu več navedeno, kao terapijski modalitet, dolazi u obzir i transplantacija bubrega.

## Komplikacije
Komplikacije hronične bubrežne insuficijencije su:
- anemija,
- poremećaj koštanog metabolizma,
- poremećaj elektrolita.

Zbog svega navedenog, životni vek bolesnika sa oligomeganefronijom je znatno skraćen.

## Prevencija
Antenatalna dijagnoza
Antenatalni ultrasonografski skrining postaje rutinski oblik prevencije koji omogućava detekciju oligomeganefronije od pola do gestacije.
Genetsko savetovanje
Većina slučajeva je sporadična, ali opisana je i porodična pojava bolesti.

## Prognoza
Sa sve većim metaboličkim zahtevima bubrega tokom rasta, juvlja se smanjenje bubrežne funkcije što rezultuje hroničnom bubrežnom insuficijencijom u srednjem uzrastu od 10 godina (opseg od 6 meseci do 20 godina).

## Literatura
- Fuke, Yoshinobu; Hemmi, Seiichiro; Kajiwara, Mamiko; Yabuki, Minako; Fujita, Takayuki; Soma, Masayoshi (април 2012). „Oligomeganephronia in an adult without end stage renal failure”. Clinical and Experimental Nephrology. 16 (2): 325—8. PMID 22116503. doi:10.1007/s10157-011-0560-8..
- Alves, Rafael José Vargas; Oppermann, Kenselyn; Schein, Luiz Eduardo; Pêgas, Karla Lais (2012). „A case of late-onset oligomeganephronia”. Jornal Brasileiro de Nefrologia. 34 (4): 392—394. ISSN 0101-2800. doi:10.5935/0101-2800.20120030.

## Spoljašnje veze
- : „”. (језик: енглески)
- : Genes and Disease (језик: енглески)

|  | Molimo Vas, obratite pažnju na važno upozorenje u vezi sa temama iz oblasti medicine (zdravlja). |